# Frecuencia de refresco

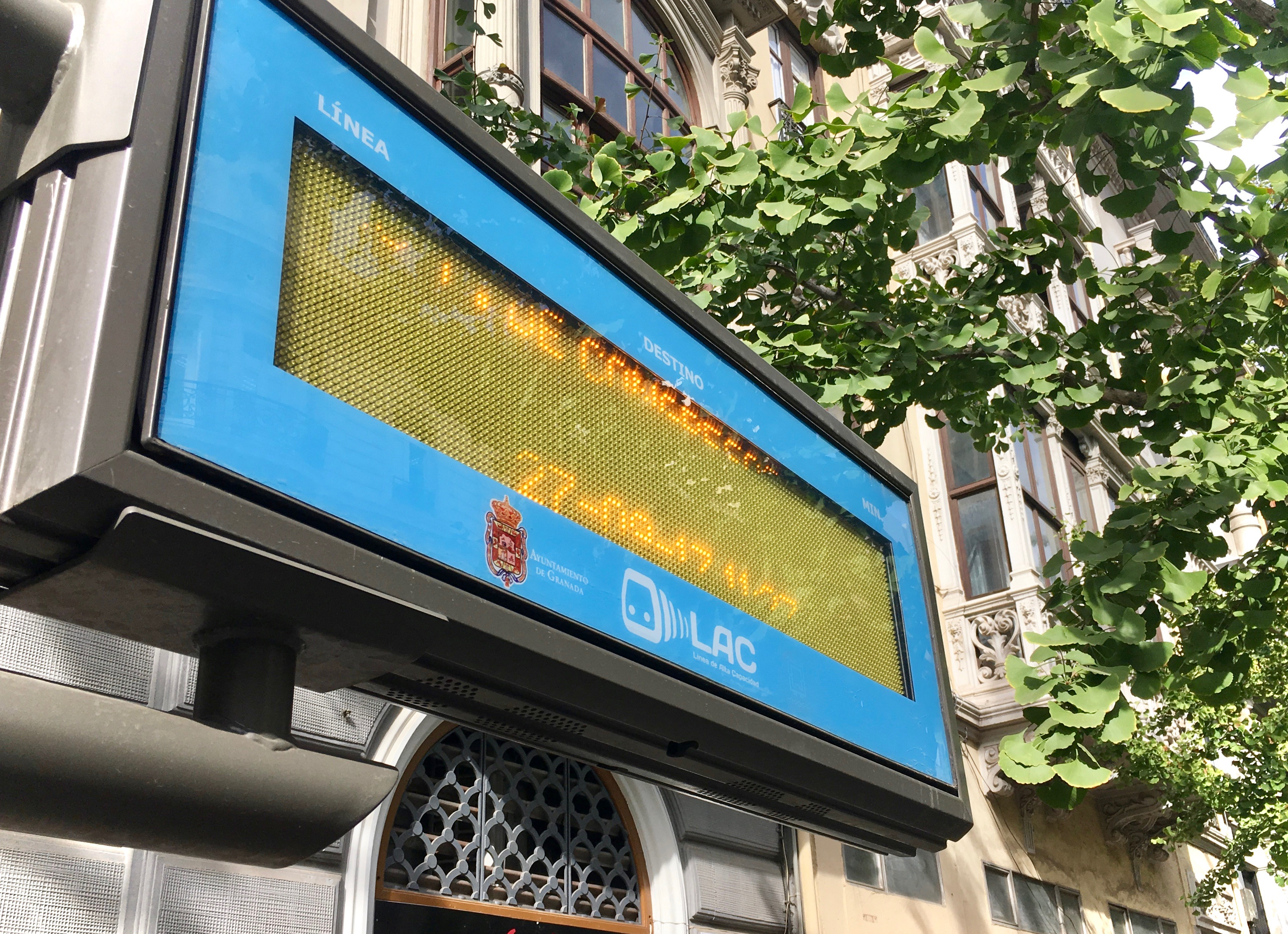
La frecuencia de refresco de este panel led es el número de veces que se actualiza por segundo. Al ser fotografiado, este texto se capta entrecortado debido a la BAJA tasa de refresco del panel (inferior a 1920hz) en comparación con la velocidad de exposición de la cámara.

La frecuencia de refresco (también conocida como «tasa de refresco» o «frecuencia de barrido vertical») es una magnitud que define la frecuencia con la que una pantalla actualiza el número de imágenes que muestra por segundo. Su principal diferencia con respecto al número de fotogramas por segundo está en que la frecuencia de refresco incluye el número de fotogramas idénticos que se reimprimen en la pantalla cada segundo, mientras que la segunda descarta estos en su medición. Su unidad de medida en el sistema internacional, al tratarse de una frecuencia, es el Hercio (Hz).

## Contexto

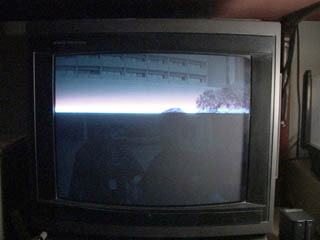
Un televisor de tubo catódico durante el refresco del fotograma. Ya que la televisión actualiza la imagen mediante un barrido vertical, al ser fotografiado a una alta velocidad de exposición se produce un efecto en el que aparecen líneas en la imagen, que realmente son los fotogramas captados mientras que aún no han terminado de ser dibujados.

La visión del ser humano puede procesar de 10 a 12 imágenes separadas por segundo, percibiéndolas individualmente. El umbral de la visión humana, la percepción, varía dependiendo qué se esté midiendo. Cuando se visualiza una serie de imágenes iluminadas la gente comienza a notar pequeñas interrupciones o saltos si es aproximadamente de 16 mili-segundos o más largas. Los observadores pueden recordar una imagen especifica en una serie ininterrumpida de imágenes a partir de una duración aproximada de 13 mili-segundos. Cuando se da una estímulo muy pequeño de un solo mili-segundo, la gente reporta una duración entre 100 ms y 400 ms gracias a la persistencia de la visión en el córtex visual. Esto puede causar que las imágenes percibidas en esta duración pareciesen un solo estímulo, tales como una luz verde de 10 ms inmediatamente después de una luz roja de 10 ms se percibirán como una sola luz de color amarillo. La persistencia de la visión también puede crear la ilusión de continuidad, permitiendo que una serie de imágenes inmóviles den la impresión de movimiento.
Antiguamente en el cine mudo la tasa de refresco era de entre 16 y 24 FPS, pero como se les daba cuerda a mano, la tasa variaba durante la escena para que fuese más de acuerdo con la escena. Los operadores de cámara podían cambiar también la tasa de refresco en los cines ajustando el reóstato, controlando el voltaje y dando mayor poder al mecanismo que hacía girar el carrete en el proyector. Las películas mudas eran regularmente proyectadas a mayor velocidad que a la que habían sido originalmente grabadas. Esta tasa de refresco era suficiente como para que se percibiera movimiento pero de manera errática. Al utilizar proyectores con doble y triple obturador, la tasa se multiplicaba por dos o por tres. Thomas Edison dijo que 46 fotogramas por segundo era la frecuencia mínima para que el cortex visual lo captase como movimiento. En la mitad y finales de los 1920´s la tasa de refresco aumentó a entre 20 y 26 FPS.
Cuando los filmes con sonido fueron introducidos en 1926, las variaciones de velocidad de refresco ya no eran aceptables puesto que el oído humano es más sensible a cambios en la frecuencia sonora. Muchos cines proyectaban las películas a una velocidad de entre 22 y 26 FPS. Fue por eso que se eligió una velocidad de 24 FPS. Desde 1927 hasta 1930, como varios estudios habían actualizado su equipamiento, la tasa de 24 FPS se convirtió en un estándar para las películas sonoras de 35 mm. A 24 FPS la película viaja a una velocidad de 456 milímetros por segundo. Esto permitió a los proyectores sencillos de dos obturadores dar una serie proyectada de 48 imágenes por segundo, satisfaciendo así la recomendación de Edison. La mayoría de proyectores modernos de 35 mm usan tres obturadores para dar 72 imágenes por segundo, mostrando cada fotograma tres veces en la pantalla.

## Cinematografía
En la industria cinematográfica, donde todavía se utilizan carretes, la industria estandarizó la filmación y proyección en formatos de 24 FPS. Filmar a una tasa más baja creará una sensación de velocidad mientras que si se hace más rápidamente genera la sensación de cámara lenta al momento de ser proyectada. Algunos ejemplos de experimentos en la tasa de refresco que no fueron abiertamente aceptados fueron Maxvision 48 y Showscan desarrollados por el creador de los efectos especiales de la película 2001: Odisea en el Espacio, Douglas Trumbull.
El cine mudo casero tenía una tasa de refresco de entre 16 FPS o 18 FPS para 16 mm y 8 mm.

## Vídeo Digital y Televisión
Hay tres principales tasas de refresco en la televisión y cine digital. Hay muchas variaciones en estos también al mismo tiempo que emergen nuevos estándares.
- 24p es un formato progresivo y esta adoptado para aquellos que se quieren transferir en vídeo digital a un filme.  Productores de cine y creadores de vídeos utilizan 24p de igual manera inclusive si no van a transferir sus producciones filmes, simplemente por la manera en que se ve en pantalla (baja velocidad) la cual queda perfectamente con filmes nativos. Cuando es transferido a televisión en un formato NTSC (National Television Systems Committee), la tasa es efectivamente colocado a una velocidad más lenta la cual es 23.976 FPS (24x1000÷1001 para ser exactos) y cuando es transferido a un formato PAL (Phase Alternating Line) o SECAM (Séquentiel couleur à mémoire) se acelera a una velocidad de 25 FPS. Las cámaras de 35 mm utilizan una tasa estándar de 24 FPS, sin embargo muchas cámaras ofrecen una tasa de 23.976 para la televisión en formato NTSC y 25 para el formato PAL/SECAM. La tasa más común de 24 FPS se convirtió en el estándar predeterminado para filmes con sonido a medidos de los 20´s.[10] Prácticamente todos los dibujos animados hechos a mano estaban diseñados para ser proyectados a una velocidad de 24 FPS. Los dibujos que muestran una sola imagen por fotograma resultan muy costosos incluso para películas de alto presupuesto. De hecho las animaciones a mano muestran dos veces la misma imagen, lo que quiere decir que en realidad muestran únicamente 12 imágenes por segundo[11]  Hay incluso filmes que muestran 4 veces la misma imagen lo que quiere decir que solo se muestran 6 imágenes por segundo.

- 25p es un formato progresivo y corre a 25 fotogramas progresivos por segundo. Esta tasa deriva del formato de televisión PAL de 50i (también llamado 50 campos entrelazados por segundo). Empresas de televisión y productoras de cine utilizan una tasa de 50 Hz en ciertas regiones para compatibilidad directa con el campo de la televisión. La conversión de 60Hz está habilitada al momento de reducir la velocidad a una media de 24p y luego convirtiéndola a sistemas de 60Hz utilizando telecine. Mientras 25p captura la mitad de la resolución temporal de la tasa más común de 50i , produce un espacio vertical mayor por cuadro. Como 24p, 25p es utilizado comúnmente para obtener un aspecto parecido al cine. No obstante, con la virtualización de los mismos artefactos, resulta mejor en escaneos progresivos (pantallas LCD, monitores y proyectores) gracias a que el intercalado está ausente.

- 30p es un formato progresivo que produce video a 30 FPS, es progresivo (no interlazado) escaneando e imitando cuadro por cuadro de la imagen capturada. Los efectos de vibración entre cuadros son menos notorios que los de 24p, pero aun así continua teniendo un aspecto cinemático. Grabar un vídeo en 30p no da artefactos de enlace pero se puede introducir vibración en el movimiento de la imagen en algunas cámaras. El proceso de la gran pantalla Todd-AO utilizó esta tasa de refresco de 1954 a 1956.[12]

- 48p es un formato progresivo el cual se está probando en la industria del cine. Es dos veces la tasa normal de 24p. Esta tasa de refresco intenta reducir el desenfoque que se encuentra en los filmes. James Cameron tenía la intención de grabar las dos secuelas de la película Avatar a una tasa mayor de 24p para agregar una mayor sensación de realidad.[13] La primera película que se grabó a 48p fue El hobbit: Un viaje inesperado, una decisión tomada por el director Peter Jackson.[14] En el preestreno en CinemaCon, la reacción de la audiencia fue que se veía muy real.[15]

- 50i es un formato entrelazado y es el estándar de tasa de por segundo para el formato PAL y SECAM.

- 60i es un formato entrelazado y es el estándar para el formato de televisión NTSC, ya sea de una emisión, DVD o una cámara casera. Este campo entrelazado fue desarrollado de forma separada por FarnSworth y Zworykin en 1934[16]  para mantener los estándares mandados por la FCC para el formato de televisión NTSC en 1941. Cuando la NTSC a color fue introducida en 1953, la vieja tasa de 60 campos por segundo fue reducido por un factor de 1000/1001 para evitar la interferencia entre la señal que enviaba color y la que enviaba sonido.                                                              (La asignación usual fue de 29.97 FPS= 30 cuadros (60 campos/1.001))

- 50p/60p es un formato progresivo y es utilizado para los sistemas de televisión de alta definición, mientras que técnicamente no es parte de los estándares de la ATSC (Advanced Television Systems Comittee) o de la DVB (Digital Video Broadcasting). Diversos reportes sugieren que el futuro de la televisión en Alta Definición será en formatos progresivos para los estándares de transmisión.[17] En Europa la EBU (European Brodcasting Union) que 1080p y 50FPS es el siguiente paso para las transiciones de televisión y se está animando a estudios de televisión a mejorar su equipo para el futuro.[18]

- 72p es un formato progresivo y actualmente está en etapas experimentales. Grandes Instituciones como Snell demostró que 720p y 72 fotogramas como resultado de antiguos experimentos analógicos, donde 768 líneas a 75 FPS se veían subjetivamente mejor que 1150 líneas a 50 FPS con imágenes a mayor velocidad y obturadores a alta velocidad.[19] Cámaras modernas como "The Red One" pueden utilizar esta tasa de refresco para producir repeticiones a 24 FPS. Douglas Thrumbull fue quien comenzó experimentos con diferentes tasas de refresco los cuales llevaron a descubrir el formato "Showscan".[cita requerida]

- 90p la HTC Vive y el Oculus Rift son sets de realidad virtual los cuales se refrescan a 90Hz.

- 100p / 119.88p / 120p son formatos progresivos estandarizados para la UHDTV por recomendación de la ITU-R BT.2020. La cámara GoPro Hero 3,3+ y la Hero 4 pueden grabar video a 720p y 1080p a 120p. También hay que tener en cuenta la llegada de nuevos monitores que pueden refrescar a una velocidad de 120 Hz, lo que permite al usuario ver contenido a 120 FPS[20] El proyecto Morpheus es un proyecto de realidad virtual que será lanzado a principios de 2016 y será capaz de mostrar contenido a 120 FPS.

- 144-240 fps, Hoy en día es utilizado tanto para grabaciones de alta velocidad y en monitores dirigidos a videojuegos con una tasa de refresco de hasta 240 Hz.[20]

- 300 fps, La tasa de 300 FPS y tasas aun mayores han sido probadas por el departamento de investigación de BBC para el uso en la trasmisión de deportes.[21] 300 FPS pueden ser convertidos a formatos de transmisión 50 y 60 FPS sin grandes problemas, 300 FPS es la tasa máxima de refresco para el formato HEVC.
- 500+ fps, En la actualidad, se comercializan monitores orientados a la competición en videojuegos que ofrecen una experiencia con el menor lag posible.